# Marc-Antoine de Lévis
Pour les autres membres de la famille, voir Maison de Lévis.
Marc-Antoine, marquis de Lévis, baron de Lugny-en-Charollois (7 février 1739, Lugny-lès-Charolles - 4 mai 1794, Paris) est un militaire français.

## Biographie
Issu de la Maison de Lévis, il descend de Guy Ier de Lévis. Il est le fils de Marc-Antoine de Lévis, baron de Lugny, capitaine aux Gardes françaises, et de Marie Françoise de Gélas de Léberon.Il suit une carrière militaire. Capitaine dans le régiment de La Reine cavalerie en 1758, il est promu en 1762 colonel du régiment royal-Roussillon infanterie et en 1763 colonel du régiment de Picardie. En 1781, il est promu au grade de maréchal de camp et  décoré de l'ordre de Saint-Louis.
En 1770, il fait reconstruire le Château de Grammont à Lugny-lès-Charolles par l'architecte bourguignon Edme Verniquet (1727-1804).
Il est élu, le 7 avril 1789, député de la noblesse aux États généraux par le bailliage de Dijon. Il y siège avec ses cousins Pierre Marc Gaston de Lévis et Charles Philibert Marie Gaston de Lévis.  
Il vote avec la droite de la Constituante. 
Il s'oppose à la suppression des titres nobiliaires, à celle de la noblesse, à la création des assignats, au rattachement d'Avignon au royaume de France, à la constitution de 1791. Il se prononce pour la religion catholique comme religion d'État.
Après la séparation de l'Assemblée constituante, il se rend à Cologne et  y reste jusqu'en février 1792. Son nom fut porté sur une liste d'émigrés. Cependant il revient  à Lugny en temps utile et un arrêté du 13 février 1793, lève le séquestre déjà mis sur ses biens. Mais à la suite d'une loi du 28 mars 1793 il est réinscrit comme émigré. 
Le 8 septembre, le comité de surveillance le fait arrêter, le 11 janvier 1794 il comparaît devant le  tribunal révolutionnaire. On l'envoie à Paris le 13 avril 1794, il est interrogé le 27 avril. Condamné à mort, il est guillotiné en Place de Grève, à Paris le 4 mai 1794.

### Mariage et descendance
Il épouse le 1er décembre 1762 Louise Madeleine Grimod de La Reynière (Paris, 11 novembre 1744 - Paris, paroisse Saint Eustache, 11 janvier 1776), fille de Antoine Gaspard Grimod de La Reynière, fermier général , et de Marie-Madeleine Mazade. Dont trois enfants : 
- Antoinette-Madeleine de Lévis (Paris, 14 juillet 1765 - château de Lugny, 18 août 1833), mariée en 1782 avec (son cousin) Guy Henri Joseph de Lévis, marquis de Gaudiès, Maréchal de camp, chevalier de Saint-Louis, Pair de France en 1827 (Pamiers, 6 septembre 1757 -  Paris, 14 août 1828). Tous deux divorcèrent en 1793. Elle se remaria avec Louis Audéoud, directeur des Contributions. Dont postérité ;
- Charles-Gabriel-Louis-Guy de Lévis, (Paris, 19 septembre 1766 - 27 août 1768) ;
- Antoine- Louis de Lévis, comte de Lévis-Lugny, (Paris, 12 décembre 1767 - 28 juillet 1808), sans alliance[4] ;

### Sources
- « Marc-Antoine de Lévis », dans Adolphe Robert et Gaston Cougny, Dictionnaire des parlementaires français, Edgar Bourloton, 1889-1891 [détail de l’édition]